# ナポリ・ピアッツァ・ガリバルディ駅
ナポリ・ピアッツァ・ガリバルディ駅 (Stazione di Napoli Piazza Garibaldi) はナポリ中央駅の地下にある駅である。 駅名は地上にあるガリバルディ広場（ピアッツァ・ガリバルディ）から採られている。
古い「ナポリ＝ローマ間ディレッティッシマ」の重要な駅でナポリ地下鉄2線の列車も使用する。また、ナポリ中央駅を避けて路線変更したユーロスターなども使用する。他にはカステッランマーレ・ディ・スタービア行きの都市列車とフォルミア行きの州内列車も停車する。
ナポリ・ピアッツァ・ガリバルディはエスカレーターと動く歩道を介してナポリ中央駅と繋がっており、チルクムヴェズヴィアーナの同名の駅とも繋がっている。
ナポリ・カンピ・フレグレイとナポリ・メルジェッリーナとともに、ナポリの重要な駅の一つとなっている。

## 施設
駅に有る施設:
- 切符売場
- エスカレーター
- 乗替え用駐車場
- バール
- 市バス、トロリーバスの始発  市バス、トロリーバス、市電の始発 (1 - 2 - 116 - 130 - 151 - 169 - 175 - 191 - 195 - 196 - 202 - 254 - C56 - R2 - R5 - ALIBUS - N1 - N3 - N5 - 455 - 460 - 469 - 472 - 475)
- タクシー
- 公衆便所